# Panamský proud
Panamský proud je teplý proud Tichého oceánu. Je to malý mořský proud, který se nachází u Galapážských ostrovů. Zde se mísí se studeným Humboldtovým proudem a studeným Cromweltovým proudem. Ovlivňuje i klima; jestliže jeho teplejší voda v některém roce převáží nad Humboldtovým proudem, přispívá to ke vzniku jevu El Niño.